# Селенит калия
Селенит калия (K2SeO3) — селенистокислая соль калия.
Образует бесцветные кристаллы. Растворяется в воде — 21725 г/100 мл. Слабо растворяется в этаноле. Из водного раствора кристаллизуется при температуре выше 24,3°, при более низкой температуре образует тетрагидрат. Разлагается при температуре 875 °C.
Токсичен.